# مثلث عشق
مثلث عشق، مثلث رمانتیک عشق، مثلث رمانتیک یا مثلث ابدی معمولاً به یک رابطه عاشقانه می‌گویند که شامل سه‌نفر یا بیشتر شود. اگر دو نفر به‌طور مستقل با یک شخص ثالث دارای رابطهٔ عاشقانه و رمانتیکی باشند، به‌طوری که هر یک از این سه‌نفر به‌نوعی دارای رابطهٔ رمانتیک به دو نفر دیگر باشند. این روابط می‌تواند دوستانه، عاشقانه یا خانوادگی باشد.